# Charlotte Maxeke
Charlotte Makgomo (nacida Mannya) Maxeke (Fort Beaufort, 7 de abril de 1871 - Johannesburgo, 16 de octubre de 1939) fue una líder religiosa sudafricana, activista social y política. Fue la primera mujer negra que se graduó con un título universitario en Sudáfrica con una licenciatura en la Wilberforce University Ohio en 1901, así como la primera mujer negra africana que se graduó en una universidad norteamericana. Fue la creadora y primera presidenta de la Liga de Mujeres Bantú que en 2018 se convirtió en la Liga de Mujeres del Congreso Nacional Africano una de las formaciones de mujeres más antiguas de África.

## Biografía
Charlotte Makgomo (nacida Mannya) Maxeke nació en Fort Beaufort, en Cabo Oriental, el 7 de abril de 1871. Era hija de John Kgope Mannya, el hijo del jefe Modidima Manny del pueblo Batlokwa, bajo la jefatura de Mamafa Ramokgopa y de Anna Manci, una mujer xhosa de Fort Beaufort. El padre de Mannya era contramaestre de carreteras y predicador laico presbiteriano, y su madre profesora. El abuelo de Mannya fue un importante consejero del rey de los Basotho. Poco después de su nacimiento, la familia de Mannya se trasladó a Fort Beaufort, donde su padre había logrado trabajo en una empresa de construcción de carreteras. Los detalles sobre los hermanos de Mannya no están claros, pero tenía una hermana conocida como Katie, que nació en Fort Beaufort. La fecha de nacimiento de Mannya está en disputa, con posibles fechas que van desde 1871, 1872 a 1874. La ministra de Asuntos Internos de Sudáfrica, Naledi Pandor, investigó especialmente este dato de la vida de Charlotte Maxeke, pero no se encontraron registros. La fecha de 1871 se acepta a menudo como la correcta, ya que no entra en conflicto con la edad de su hermana menor Katie que nació en 1873.
A los ocho años, inició su formación en primaria en una escuela misionera cuyas clases eran impartidas por el reverendo Isaac Williams Wauchope en Uitenhage. Destacó en holandés e inglés, matemáticas y música. Pasó largas horas siendo tutora de sus compañeros de clase menos hábiles. El reverendo Wauchope acreditó a Mannya gran parte de su éxito docente, sobre todo en cuanto a las lenguas. La destreza musical de Mannya ya era visible a una edad temprana. Describiendo el canto de Charlotte, el reverendo Henry Reed Ngcayiya, ministro de la Iglesia Unida y amigo de la familia, dijo: "Tenía la voz de un ángel celestial".
Desde Uitenhage, Charlotte se trasladó a Puerto Elizabeth para estudiar en la Edward Memorial School con el director Paul Xiniwe. Charlotte destacó y completó sus estudios secundarios en un tiempo récord, consiguiendo las notas más altas posibles. En 1885, tras el descubrimiento de diamantes, Charlotte se trasladó a Kimberley, en Cabo Septentrional con su familia.

## Viajes al extranjero
Tras llegar a Kimberley, Cabo Septentrional, en 1885, Charlotte comenzó a enseñar los fundamentos de las lenguas indígenas a los expatriados y el inglés básico a los "chicos jefes" africanos. Charlotte y su hermana Katie se unieron al coro africano del jubileo en 1891. Su talento atrajo la atención del KV Bam, un maestro de coro local que estaba organizando un coro africano para recorrer Europa. El éxito de Charlotte después de su primera actuación en solitario en el ayuntamiento de Kimberley dio lugar inmediatamente a su nombramiento en el coro con destino a Europa. El grupo dejó Kimberley a principios de 1896 y cantó en numerosas audiencias en las principales ciudades europeas. Lideró actuaciones reales, incluyendo una ante la reina Victoria durante el Jubileo de 1897 en el Londres 's Royal Albert Hall, ampliando su prestigio. Según el Foro Feminista Africano, las dos mujeres eran tratadas como novedades, lo que las hacía incómodas. Al final de la gira europea, el coro hizo una gira por Norteamérica, donde consiguió agotar localidades en Canadá y  Estados Unidos.
Durante la gira del coro por Estados Unidos, el grupo fue abandonado por su escolta en Cleveland. El obispo Daniel A. Payne, de la Iglesia Metodista Africana (AME) de Ohio, antiguo misionero del Cabo, organizó los asistentes a la iglesia para proporcionar la permanencia continuada de la tropa abandonada en Estados Unidos. Aunque el coro deseaba asistir a la Universidad de Howard, se les obligó a conformarse con una beca de iglesia en la Wilberforce University, la AME Church University de Xenia, Ohio, en Estados Unidos . Mannya aceptó la oferta. En la universidad, recibió clases de W.E.B Du Bois, un importante panafricanista. Al obtener el título de licenciada en la Universidad Wilberforce en 1901, se convirtió en la primera mujer sudafricana negra en obtener un título.
Fue en Wilberforce cuando Mannya conoció a su futuro marido, el doctor Marshall Maxeke, un xhosa nacido el 1 de noviembre de 1874 en Middledrift. La pareja perdió un hijo antes de su matrimonio y no tuvo hijos después. Se casaron en 1903.

## Activismo político y vida posterior

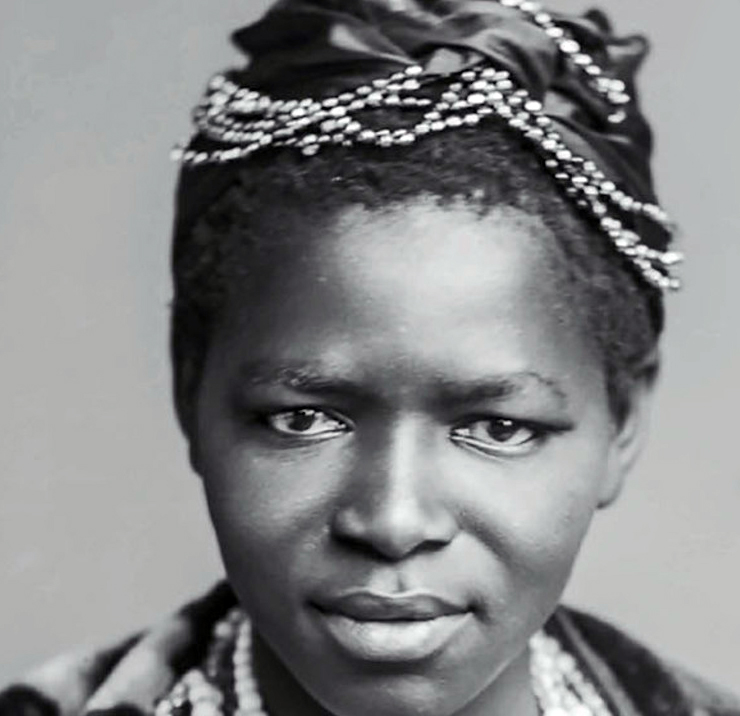
Charlotte Maxeke

Charlotte inició su activismo político en la Iglesia Episcopal Metodista Africana que la levó a Sudáfrica. Mientras estaba en la iglesia AME, Maxeke participó en la enseñanza y predicación del Evangelio y en la defensa de la educación para los africanos de Sudáfrica. Más tarde, la iglesia la eligió presidenta de la Sociedad Misionera de Mujeres.
Poco después de su regreso a Sudáfrica, en 1902, Maxeke inició su participación en la política anticolonial. Fue la única mujer entre los líderes, incluidos los reyes, los jefes y otros líderes políticos y comunitarios, que fueron invitados a Bloemfontein el 8 de enero de 1912 a la conferencia de inauguración del Congreso Nacional de Activos Sudafricanos, que se convirtió posteriormente en el Congreso Nacional Africano. Maxeke asistió al lanzamiento formal del Congreso Nacional de los Nativos Sudafricanos en Bloemfontein en 1912. Maxeke también participó en movimientos contra las leyes de pasaporte interiores a través de sus actividades políticas. Durante la campaña anti-pasaportes de Bloemfontein, Maxeke sirvió de impulso hacia una protesta organizando a las mujeres contra las leyes de pasaportes.
Muchas de las preocupaciones de Maxeke estaban relacionadas tanto con temas sociales como con temas de la Iglesia. Charlotte escribió sobre los asuntos políticos y sociales que enfrentaban las mujeres en isiXhosa. En el texto Umteteli wa Banti escribió sobre ello.
Su actividad en protestas contra las leyes de pasaportes, llevó a Maxeke a fundar la Liga de Mujeres Bantu (BWL) que más tarde pasó a formar parte de la Liga de Mujeres del Congreso Nacional Africano, en 1918. La BWL bajo la dirección de Maxeke era un movimiento de base que aglutinó los agravios de una base rural en gran parte pobre. La BWL de Maxeke también exigía mejores condiciones de trabajo para las trabajadoras agrícolas, aunque las autoridades blancas las ignoraban. Además, Maxeke dirigió una delegación para reunirse con el entonces primer ministro sudafricano, Louis Botha, para discutir la cuestión de los pases para mujeres. Estas discusiones culminaron en una protesta contra los permisos para mujeres al año siguiente. Maxeke y un ejército de 700 mujeres marcharon hacia el Ayuntamiento de Bloemfontein, donde quemaron sus pases. Se dirigió a una organización en defensa del derecho al voto de las mujeres, llamada Women 's Reform Club de Pretoria, y se unió al consejo de Europa y Bantu. Maxeke fue elegida presidenta de la sociedad misionera de mujeres. Participó con protestas denunciando los bajos salarios en Witwatersrand y finalmente se unió al Sindicato de Trabajadores Industriales y Comerciales en 1920. Las capacidades de liderazgo de Maxeke la llevaron a ser convocada por el Ministerio sudafricano de Educación para declarar ante varias comisiones gubernamentales en Johannesburgo sobre cuestiones relacionadas con la educación africana. Continuó participando en muchos grupos multirraciales que luchaban contra el sistema de apartheid y por los derechos de las mujeres.
El marido de Maxeke, Marshall Maxeke, murió en 1928. El mismo año Maxeke creó una agencia de empleo para los africanos en Johannesburgo y también empezaría a funcionar como oficial de libertad condicional juvenil. Maxeke permaneció algo activa en la política sudafricana hasta su muerte, ejerciendo de líder del ANC en los años treinta. También fue fundamental en la fundación del Consejo Nacional de las Mujeres Africanas. Murió en 1939 en Johannesburgo, Gauteng, a los 65 años. 

## Legado
El antiguo "Hospital General de Johannesburgo", se rebautizó en su honor con su nombre y ahora se conoce como "Hospital Académico Charlotte Maxeke de Johannesburgo".
El submarino SAS Charlotte Maxeke de la Marina sudafricana también recibió su nombre.
Maxeke es a menudo homenajeada como la "Madre de la Libertad Negra en Sudáfrica". Hay una guardería de la ANC que lleva el nombre de Charlotte Maxeke.
Una estatua suya se encuentra en el jardín del recuerdo de Pretoria, en Sudáfrica.
En un acto de 2015 dedicado al Día Internacional de la Mujer en la plaza Walter Sisulu de Kliptown, el MEC de Desarrollo de Infraestructuras de Gauteng tiene previsto convertir la casa de Maxeke en museo y centro de interpretación. Estos submarinos recibieron el nombre de tres poderosas mujeres sudafricanas: S101 (con el nombre de SAS Manthatisi, guerrera de la cabeza de la tribu Batlokwa), S102 (con el nombre de Charlotte Maxeke) y S103 (con el nombre de la reina sudafricana de la lluvia Modjaji). El ANC también acoge una conferencia anual conmemorativa sobre Charlotte Maxeke.
La calle Beatrice de Durban se cambió por Charlotte Maxeke Street en su honor. La calle Maitland de Bloemfontein se cambió el nombre a Charlotte Maxeke Street en honor de su contribución a Sudáfrica.